# جنون التوليب

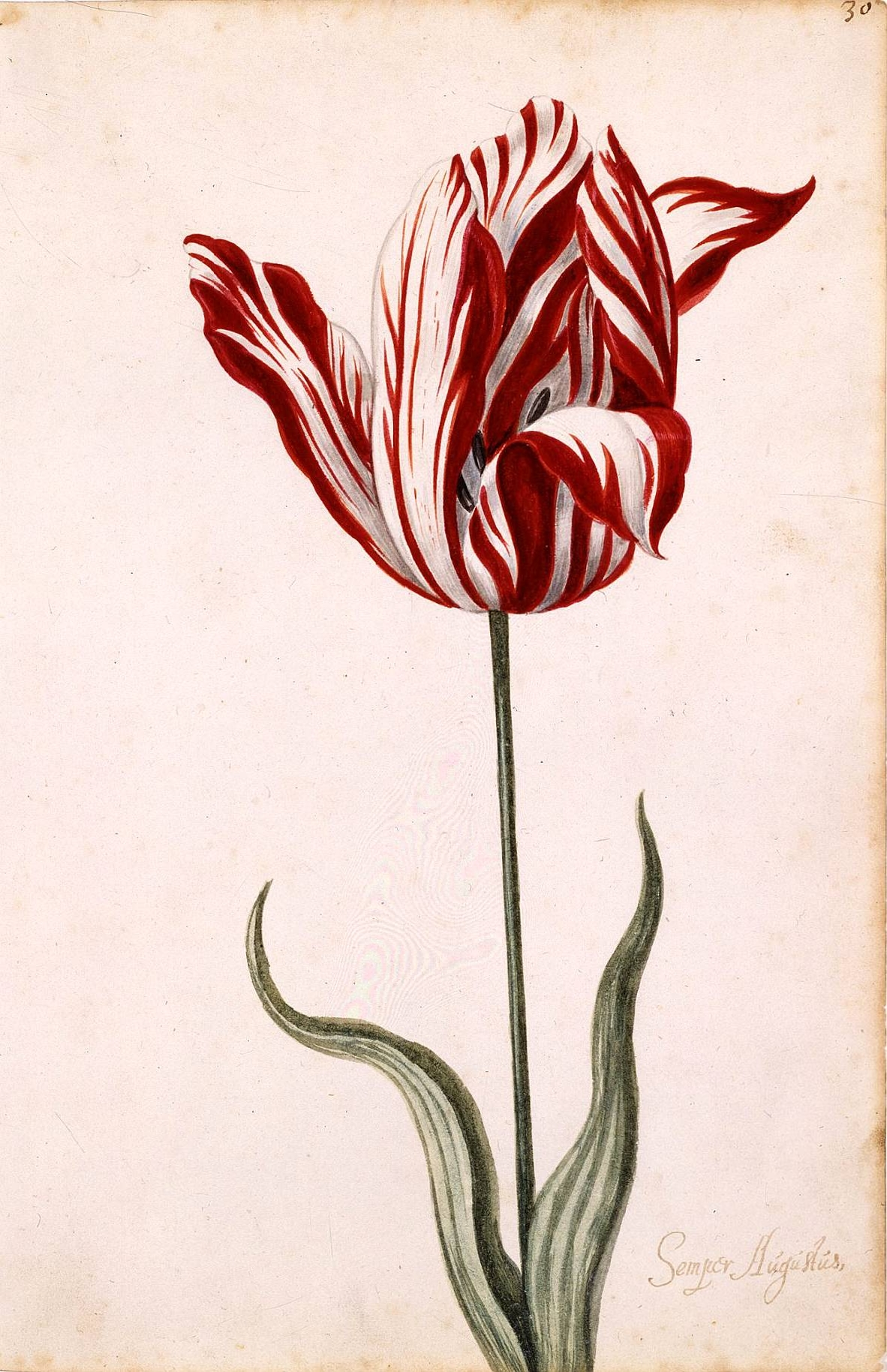
رسم مائي من القرن 17 لزهرة التوليب Semper Augustus التي بيعت ب 6000 فلورين

جنون التوليب (بالإنجليزية: tulip mania أو  tulipomania)‏، ويعرف أيضا بـ (الهوس الخزامي)، هو اسم يشير إلى فقاعة اقتصادية كبيرة أتت تسميتها عندما تزايد فيها الطلب على بَصَل زهرة التوليب مما أدى إلى ارتفاع ثمنها إلى حد غير مسبوق، ثم إنهار سعرها فجأة في العصر الذهبي الهولندي. وقعت أحداث هذه الجائحة الاقتصادية في القرن السابع عشر، ما بين 1635 وعام 1637.

## الحادثة تاريخياً
تعاظمت شعبية التوليب في هولندا، بعد أن تعرفت عليه أوروبا عن طريق الدولة العثمانية في منتصف القرن 16، وانطلقت علية القوم في تنافس لامتلاك أكثر الأبصال ندرة، وتعاظمت المنافسة حتى وصلت الأسعار حدوداً عالية.
يعتقد أن زراعة التوليب بدأت في هولندا التي كانت تعرف آنذاك باسم (الأقاليم المتحدة) في عام 1593، عندما تمكن تشارلز دي لوكلوس من تحسن نوعية قادرة على تحمل صعوبة المناخ في المناطق المنخفضة اعتماداً على أبصال أرسلها إليه من تركيا أوجير دي بوسبيق. سرعان ما تحولت الزهرة إلى موضوع تفاخر ورمز للرفعة. أصناف محددة من النبتة حملت أسماءً خاصة مميزة اشتق بعضها من أدميرالات البحرية الهولندية. وقد ظهرت أكثرها روعة بما حملته من ألوان حية، وخطوط، بدت كألسنة اللهب، وذلك بعد أن تعرضت بعض أنواعها لعدوى فيروس خاص بأبصال التوليب.

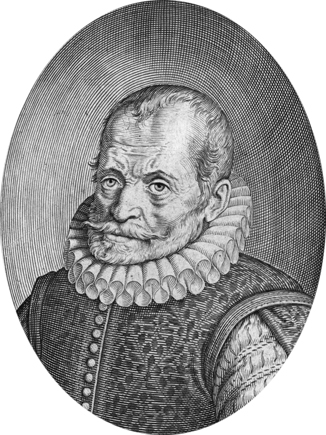
شارل دليكلوز، هو مدخل زهرة التوليب إلى هولندا

## قيمته في أعين العامة
لو رغبت بشراء نوع محدد من أبصال التوليب في عام 1623، أو بالأحرى بصلة واحدة منها، فذلك سيكلفك نحو ألف فلورينة، وهي العملة المستخدمة آنذاك في المنطقة، ولتقدر ذلك يكفي أن تعرف أن متوسط الدخل السنوي للفرد آنذاك كان يعادل 150 فلورينة. لم يقتصر تداول التوليب على النقود، بل تمت مقايضتها بالأراضي والمواشي والبيوت. ويزعم بأن المتداول الجيد كان يحقق أرباحاً تصل إلى 60 ألف فلورينة في الشهر الواحد.
سجلت في العام 1635 صفقة تم من خلالها تداول 40 بصلة مقابل 100.000 فلورينة. وللمقارنة نذكر بأن طناً من الزبدة لا يكلف سوى 100 فلورينة، أما 240 فلورينة فيمكنها شراء ثمانية خنازير سمينة، وسجل رقم قياسي ببيع بصلة شهيرة باسم «سمبر أوغسطين» مقابل 6.000 فلورينة.

مؤشر أسعار عقود أبصال التوليب. لا توجد سجلات للأسعار في المنطقة ما بين 9 شباط (فبراير) وحتى 1 أيار (مايو) 1637م. لكن الأكيد أن سوق الأبصال انهار نهائياً خلال شهر شباط (فبراير).

مع حلول عام 1636 دخلت الأبصال السوق المالي في كثير من بلدات هولندا ليتم تداولها هناك، مما شجع كافة فئات المجتمع على الدخول بأموالهم أو بممتلكاتهم للمضاربة عليها. وحقق بعض المضاربين أرباحاً ضخمة. وآخرون خسروا كل أو ما يزيد على ما كانوا يملكونه. لقد قام البعض ببيع أبصال التوليب التي زرعوها للتو، وباع آخرون أبصال التوليب التي ينوون زراعتها!! فيما يشبه تداول العقود الآجلة، وقد وصفت هذه الظاهرة بأنها (قبض ريح) أو «تداول الهواء».
في شباط/فبراير من عام 1637 لم يعد متداولو البصل يحصلون على عروض شراء أعلى مقابل البصل، وبدؤوا البيع. لقد انفجرت الفقاعة. وأخذ الشك يراود الناس بأن الطلب على بصل التوليب سيختفي، وهذا ولد ذعراً عارماً. أصحاب العقود الآجلة باتوا يحملون عقوداً لا يساوي سعرها الحالي عشر ما نصت عليه العقود، وكثيرون آخرون ما لبثوا أن وجدوا أنفسهم يحملون أبصالاً لا تساوي قيمتها جزءاً صغيراً من السعر الذي دفعوه للحصول عليها. وحسب ما زعم، فإن آلاف الهولنديين، بمن فيهم رجال الأعمال وأصحاب المناصب، انهاروا مالياً.
بذلت محاولات لتصحيح الوضع بما فيه مصلحة كل الأطراف لكنها باءت بالفشل. بعض الأفراد تورطوا بالأبصال بعد أن حصل الانهيار، وما من محكمة ستجبر أحداً على تسديد قيمة العقود الآجلة، فالقضاة اعتبروها عقود مقامرة، لا تحظى بحماية القانون.
نسخ مشابه من جنون التوليب اجتاحت باقي مناطق أوروبا، لكنها لم تبلغ ما بلغته الأمور في هولندا. ففي إنجلترا عام 1800 كان من الشائع أن يشتري المرء بصلة توليب واحدة بمبلغ يكفي عاملاً وعائلته حاجتهم من الطعام والشراب والملبس طوال 6 أشهر.

## إصدارات
كتب صحفي بريطاني كتاباً بعنوان «جنون القطيع، وأوهام العامة» عام 1843، بعد مرور قرنين على الحادثة. ليتناولها بالنقد والتحليل، لكنه تجنب الحديث عن الطاعون الذي أصاب البلاد في نفس المرحلة، وكذلك غض النظر أثناء تحليله لحرب الثلاثين عام، الأمر الذي جعل الكثير من الباحثين المعاصرين، يعطي للحادثة شأناً أقل مما توحي به بعض التحاليل.